# Live at Easy Street
Live at Easy Street es un EP grabado por el grupo estadounidense de rock alternativo Pearl Jam, el cual incluye canciones grabadas del concierto sorpresa que dieron dentro de la tienda Easy Street Records en Seattle el 29 de abril de 2005.

## Resumen
Pearl Jam ejecutó un concierto de 16 canciones el 29 de abril de 2005 en la tienda Easy Street Records en Seattle, Washington en apoyo de la coalición de tiendas de música independiente, sin embargo sólo siete de esas canciones fueron incluidas en esta publicación. El álbum fue lanzado de manera exclusiva en tiendas de discos independientes el 20 de junio de 2006 a través de la discográfica J Records. El álbum contiene covers de los grupos Avengers ("American In Me"), Dead Kennedys ("Bleed For Me") y X ("The New World"), la cual ejecutarían al lado de John Doe, miembro del grupo X.
Easy Street Records es una tienda frecuentada por los miembros de Pearl Jam, incluyendo el vocalista Eddie Vedder y el guitarrista Mike McCready. En la portada del álbum, la persona que se puede ver sentada en la esquina inferior derecha es Adam Tutty, gerente de la tienda y amigo de la banda. Las canciones de apertura y cierre fueron sugeridas por Tutty a Vedder la noche anterior.
El columnista de la revista Rolling Stone, David Fricke le otorgó tres de cinco estrellas, diciendo: "Aquí tenemos una buena razón por la cual los geniales discos físicos aún importan: siete canciones tomadas en vivo y directo frente a seguidores y clientes de Easy Street Records en Seattle, la ciudad natal de Pearl Jam, que son lanzadas a través de tiendas independientes para ser vendidos" 

## Lista de canciones
1. "Intro" – 0:25
2. "Half Full" (Ament, Vedder) – 4:55
3. "Lukin" (Vedder) – 1:00
4. "American In Me" (Houston) – 2:04
5. "Save You" (Ament, Cameron, Gossard, McCready, Vedder) – 3:43
6. "Bleed For Me" (Dead Kennedys) – 4:12
7. "New World" (Cervenka, Doe) (con John Doe) – 3:56
8. "Porch" (Vedder) – 7:16

### Lista de canciones original
A continuación se muestra la lista completa de canciones que fueron ejecutadas por Pearl Jam en el concierto original:
1. "1/2 Full"
2. "Corduroy"
3. "Lukin"
4. "American in Me"
5. "State of Love and Trust"
6. "Down"
7. "Sad"
8. "Elderly Woman Behind the Counter in a Small Town"
9. "Crapshoot"
  - Una versión temprana de "Comatose" del álbum homónimo de 2006.
10. "Spin the Black Circle"
11. "Even Flow"
12. "Save You"
13. "Bleed For Me"
14. "The New World" (con John Doe)
15. "Fuckin' Up"
16. "Porch"